# メチオプロパミン
メチオプロパミン(Methiopropamine, MPA)は、メタンフェタミンのベンゼン環をチオフェン環に置き換えた有機化合物である。1942年に合成された。2010年12月ごろから、主にイギリスを中心にメタンフェタミンのデザイナードラッグとして流通している。
摂取すると強い覚醒感が得られる。MDMAなどと比べ多幸感は少ないかほとんど無い。摂取量は25mgから150mg程度である。動物に対する危険性は明らかではないが、精神刺激薬であるため、覚醒剤と同じようなリスクが懸念される。
2016年に向精神薬に関する条約のスケジュールIIに指定された。